# Centrobasket Femenino 2022
El XXIII Centrobasket Femenino de 2022 se llevó a cabo en la ciudad de Chihuahua,Chihuahua en México del 23 al 27 de noviembre de 2022 en el Gimnasio Rodrigo M. Quevedo. Los cuatro primeros lugares de este torneo calificaron a la AmeriCup femenina FIBA de 2023 que se realizará en la ciudad de León, Guanajuato en México, del 1 al 9 de julio de 2023.

## Equipos participantes
- Costa Rica
- Cuba
- El Salvador
- Guatemala
- México
- Puerto Rico
- República Dominicana

## Resultados

### Fase de grupos
Se realizó el sorteo de los grupos el 16 de noviembre de 2022 en la ciudad de Miami, Florida en Estados Unidos.

#### Grupo A
| # | Equipo               | PJ | PG | PP | PF  | PC  | DIF | PTS |
| - | -------------------- | -- | -- | -- | --- | --- | --- | --- |
| 1 | Puerto Rico          | 3  | 3  | 0  | 273 | 183 | 90  | 6   |
| 2 | República Dominicana | 3  | 2  | 1  | 235 | 183 | 52  | 5   |
| 3 | Guatemala            | 3  | 1  | 2  | 197 | 254 | -57 | 4   |
| 4 | Costa Rica           | 3  | 0  | 3  | 159 | 244 | -85 | 3   |

Todos los horarios corresponden al huso horario local (UTC–6).
| 23 de noviembre | Costa Rica                                                                     | 39–75                               | República Dominicana                                                                    | Chihuahua                             |  |
| 14:00           | Parciales: 14-15, 17-24, 3-20, 5-16                                            | Parciales: 14-15, 17-24, 3-20, 5-16 | Parciales: 14-15, 17-24, 3-20, 5-16                                                     |                                       |  |
|                 | Estadísticas Amanda Fernández (9) A. Fernández, L. Castro (5) Laura Castro (3) | Reporte Pts Reb Asts                | Estadísticas (15) Yohanna Morton (11) Genesis Evangelista (5) Y. Morton, G. Evangelista | Pabellón: Gimnasio Rodrigo M. Quevedo |  |

| 23 de noviembre | Guatemala                                                                            | 57–100                               | Puerto Rico                                                            | Chihuahua                             |  |
| 17:00           | Parciales: 19-21, 18-25, 9-34, 11-20                                                 | Parciales: 19-21, 18-25, 9-34, 11-20 | Parciales: 19-21, 18-25, 9-34, 11-20                                   |                                       |  |
|                 | Estadísticas Gabriela Vallecillo (19) Sonia Vásquez (6) A. García, G. Vallecillo (3) | Reporte Pts Reb Asts                 | Estadísticas (21) Arella Guirantes (9) Sofía Roma (6) Arella Guirantes | Pabellón: Gimnasio Rodrigo M. Quevedo |  |

| 24 de noviembre | República Dominicana                                                              | 92–57                                 | Guatemala                                                             | Chihuahua                             |  |
| 14:00           | Parciales: 24-12, 25-18, 27-12, 16-15                                             | Parciales: 24-12, 25-18, 27-12, 16-15 | Parciales: 24-12, 25-18, 27-12, 16-15                                 |                                       |  |
|                 | Estadísticas A. Jiménez, G. Evangelista (15) Yohanna Morton (10) Elemy Colome (6) | Reporte Pts Reb Asts                  | Estadísticas (15) Nathaly Pinelo (6) Sonia Vásquez (3) Ashley Rosales | Pabellón: Gimnasio Rodrigo M. Quevedo |  |

| 24 de noviembre | Puerto Rico                                                                             | 86–58                                | Costa Rica                                                         | Chihuahua                             |  |
| 17:00           | Parciales: 24-9, 19-13, 29-18, 14-18                                                    | Parciales: 24-9, 19-13, 29-18, 14-18 | Parciales: 24-9, 19-13, 29-18, 14-18                               |                                       |  |
|                 | Estadísticas Arella Guirantes (20) J. O'Neill, I. Pagán (7) A. Guirantes, C. Harris (5) | Reporte Pts Reb Asts                 | Estadísticas (15) Ana Matamoros (10) Ana Matamoros (3) 3 jugadoras | Pabellón: Gimnasio Rodrigo M. Quevedo |  |

| 25 de noviembre | Costa Rica                                                                       | 62–83                                 | Guatemala                                                         | Chihuahua                             |  |
| 14:00           | Parciales: 19-17, 16-21, 10-31, 17-14                                            | Parciales: 19-17, 16-21, 10-31, 17-14 | Parciales: 19-17, 16-21, 10-31, 17-14                             |                                       |  |
|                 | Estadísticas A. Matamoros, A. Fernández (12) Laura Castro (7) Allison Torres (4) | Reporte Pts Reb Asts                  | Estadísticas (26) Sonia Vásquez (11) Sonia Vásquez (7) Alma López | Pabellón: Gimnasio Rodrigo M. Quevedo |  |

| 23 de noviembre | Puerto Rico                                                                  | 87–68                                 | República Dominicana                                                       | Chihuahua                             |  |
| 20:00           | Parciales: 27-17, 17-13, 33-18, 10-20                                        | Parciales: 27-17, 17-13, 33-18, 10-20 | Parciales: 27-17, 17-13, 33-18, 10-20                                      |                                       |  |
|                 | Estadísticas Arella Guirantes (31) Isalys Quiñones (10) Arella Guirantes (9) | Reporte Pts Reb Asts                  | Estadísticas (15) Cheisy Hernández (11) Giocelis Reynoso (5)Yohanna Morton | Pabellón: Gimnasio Rodrigo M. Quevedo |  |

#### Grupo B
| # | Equipo      | PJ | PG | PP | PF  | PC  | DIF | PTS |
| - | ----------- | -- | -- | -- | --- | --- | --- | --- |
| 1 | México      | 2  | 2  | 0  | 129 | 107 | 22  | 4   |
| 2 | Cuba        | 2  | 1  | 1  | 125 | 116 | 9   | 3   |
| 3 | El Salvador | 2  | 0  | 2  | 96  | 127 | -31 | 2   |

Todos los horarios corresponden al huso horario local (UTC–6).
| 23 de noviembre | México                                                              | 61–48                                | El Salvador                                                                         | Chihuahua                             |  |
| 20:00           | Parciales: 17-7, 10-13, 12-15, 22-13                                | Parciales: 17-7, 10-13, 12-15, 22-13 | Parciales: 17-7, 10-13, 12-15, 22-13                                                |                                       |  |
|                 | Estadísticas Gladiana Ávila (11) Myriam Lara (7) Gladiana Ávila (4) | Reporte Pts Reb Asts                 | Estadísticas (20) Hillary Martínez (7) H. Martínez, A. Heredia (6) Hillary Martínez | Pabellón: Gimnasio Rodrigo M. Quevedo |  |

| 24 de noviembre | Cuba                                                                   | 59–68                                | México                                                                       | Chihuahua                             |  |
| 20:00           | Parciales: 19-13, 8-16, 18-20, 14-19                                   | Parciales: 19-13, 8-16, 18-20, 14-19 | Parciales: 19-13, 8-16, 18-20, 14-19                                         |                                       |  |
|                 | Estadísticas Yamara Amargo (22) Nahomis Vargas (10) Dairis Tornell (4) | Reporte Pts Reb Asts                 | Estadísticas (18) Gladiana Ávila (9) Jacqueline Luna (4) J. Luna, P. Beltrán | Pabellón: Gimnasio Rodrigo M. Quevedo |  |

| 25 de noviembre | El Salvador                                                                 | 48–66                                | Cuba                                                                  | Chihuahua                             |  |
| 17:00           | Parciales: 12-14, 17-24, 8-10, 11-18                                        | Parciales: 12-14, 17-24, 8-10, 11-18 | Parciales: 12-14, 17-24, 8-10, 11-18                                  |                                       |  |
|                 | Estadísticas Hillary Martínez (20) Hillary Martínez (8) Mónica Calderón (3) | Reporte Pts Reb Asts                 | Estadísticas (17) Nahomis Vargas (12) Nahomis Vargas (5) Suanly Tanis | Pabellón: Gimnasio Rodrigo M. Quevedo |  |

### Fase final
|  | Semifinales 26 de noviembre | Semifinales 26 de noviembre | Semifinales 26 de noviembre |        |    | Final 27 de noviembre | Final 27 de noviembre | Final 27 de noviembre |  |
|  |                             |                             |                             |        |    |                       |                       |                       |  |
|  |                             |                             |                             |        |    |                       |                       |                       |  |
|  | 1A                          | Puerto Rico                 | 103                         |        |    |                       |                       |                       |  |
|  | 1A                          | Puerto Rico                 | 103                         |        |    |                       |                       |                       |  |
|  | 2B                          | Cuba                        | 66                          |        |    |                       |                       |                       |  |
|  | 2B                          | Cuba                        | 66                          |        | 1A | Puerto Rico           | 88                    |                       |  |
|  |                             |                             |                             |        | 1A | Puerto Rico           | 88                    |                       |  |
|  |                             |                             | 1B                          | México | 65 |                       |                       |                       |  |
|  | 1B                          | México                      | 1B                          | México | 65 | 97                    |                       |                       |  |
|  | 1B                          | México                      |                             |        |    | 97                    |                       |                       |  |
|  | 2A                          | República Dominicana        | 95                          |        |    | Tercer lugar          | Tercer lugar          | Tercer lugar          |  |
|  | 2A                          | República Dominicana        | 95                          |        |    | Tercer lugar          | Tercer lugar          | Tercer lugar          |  |
|  |                             |                             |                             |        |    |                       |                       |                       |  |
|  |                             |                             |                             |        |    | 2B                    | Cuba                  | 73                    |  |
|  |                             |                             |                             |        |    | 2B                    | Cuba                  | 73                    |  |
|  |                             |                             |                             |        |    | 2A                    | República Dominicana  | 58                    |  |
|  |                             |                             |                             |        |    | 2A                    | República Dominicana  | 58                    |  |
|  |                             |                             |                             |        |    |                       |                       |                       |  |

#### Re-clasificación 5.º-7.º puesto
| 26 de noviembre | El Salvador                                                                   | 73–57                                | Costa Rica                                                             | Chihuahua                             |  |
| 14:00           | Parciales: 25-19, 19-14, 19-16, 10-8                                          | Parciales: 25-19, 19-14, 19-16, 10-8 | Parciales: 25-19, 19-14, 19-16, 10-8                                   |                                       |  |
|                 | Estadísticas Hillary Martínez (19) Hillary Martínez (14) Hillary Martínez (9) | Reporte Pts Reb Asts                 | Estadísticas (12) Amanda Fernández (15) Ana Matamoros (7) Laura Castro | Pabellón: Gimnasio Rodrigo M. Quevedo |  |

#### Semifinales
| 26 de noviembre | Puerto Rico                                                               | 103–66                                | Cuba                                                                      | Chihuahua                             |  |
| 17:00           | Parciales: 34-13, 33-22, 22-18, 14-13                                     | Parciales: 34-13, 33-22, 22-18, 14-13 | Parciales: 34-13, 33-22, 22-18, 14-13                                     |                                       |  |
|                 | Estadísticas Jacqueline Benítez (25) Isalys Quiñones (11) 3 jugadoras (5) | Reporte Pts Reb Asts                  | Estadísticas (19) Nahomis Vargas (9) Nahomis Vargas (8) Elianis Armentero | Pabellón: Gimnasio Rodrigo M. Quevedo |  |

| 26 de noviembre | México                                                               | 97–95                                              | República Dominicana                                                               | Chihuahua                             |  |
| 20:00           | Parciales: 24-23, 23-25, 22-21, 18-18 (T.E.: 10-8)                   | Parciales: 24-23, 23-25, 22-21, 18-18 (T.E.: 10-8) | Parciales: 24-23, 23-25, 22-21, 18-18 (T.E.: 10-8)                                 |                                       |  |
|                 | Estadísticas Gladiana Ávila (27) Myriam Lara (14) Gladiana Ávila (9) | Reporte Pts Reb Asts                               | Estadísticas (23) Yohanna Morton (13) Sugeiry Monsac (4) G. Evangelista, S. Monsac | Pabellón: Gimnasio Rodrigo M. Quevedo |  |

#### Partido por el quinto puesto
| 27 de noviembre | Guatemala                                                         | 69–81                                | El Salvador                                                                   | Chihuahua                             |  |
| 14:00           | Parciales: 25-19, 19-14, 19-16, 10-8                              | Parciales: 25-19, 19-14, 19-16, 10-8 | Parciales: 25-19, 19-14, 19-16, 10-8                                          |                                       |  |
|                 | Estadísticas Astrid García (17) Luisa Rivas (9) Astrid García (7) | Reporte Pts Reb Asts                 | Estadísticas (21) Aida Funes (6) H. Martínez, A. Heredia (7) Hillary Martínez | Pabellón: Gimnasio Rodrigo M. Quevedo |  |

#### Partido por el tercer puesto
| 27 de noviembre | Cuba                                                                       | 73–58                                | República Dominicana                                                           | Chihuahua                             |  |
| 17:00           | Parciales: 14-23, 25-9, 12-13, 22-14                                       | Parciales: 14-23, 25-9, 12-13, 22-14 | Parciales: 14-23, 25-9, 12-13, 22-14                                           |                                       |  |
|                 | Estadísticas Suanly Tanis (25) Isabela Jourdain (8) Elianis Armentero (10) | Reporte Pts Reb Asts                 | Estadísticas (14) Cheisy Hernández (12) Ángela Jiménez (6) Genesis Evangelista | Pabellón: Gimnasio Rodrigo M. Quevedo |  |

#### Final
| 27 de noviembre | Puerto Rico                                                                            | 88–65                                 | México                                                                 | Chihuahua                             |  |
| 20:00           | Parciales: 26-20, 28-15, 15-15, 19-15                                                  | Parciales: 26-20, 28-15, 15-15, 19-15 | Parciales: 26-20, 28-15, 15-15, 19-15                                  |                                       |  |
|                 | Estadísticas Arella Guirantes (28) A. Guirantes, I. Quiñones (14) Jennifer O'Neill (9) | Reporte Pts Reb Asts                  | Estadísticas (20) Paola Beltrán (9) Jacqueline Luna (5) Gladiana Ávila | Pabellón: Gimnasio Rodrigo M. Quevedo |  |

|                                |
| Bandera de Puerto Rico         |
| Campeón Puerto Rico 4.º título |

### Premios
| Categoría                  | Ganadora |
| -------------------------- | --- |
| Jugadora Más Valiosa (MVP) | Arella Karin Guirantes |
| Cuadro Ideal               | Arella Karin Guirantes Yamara Amargo Delgado Gladiana Aidaly Ávila Jiménez Yohanna Morton Gautreaux Isalys Briana Quiñones |

## Posiciones finales
| Pos.              | Equipo               |
| ----------------- | -------------------- |
| Medalla de oro    | Puerto Rico          |
| Medalla de plata  | México               |
| Medalla de bronce | Cuba                 |
| 4                 | República Dominicana |
| 5                 | El Salvador          |
| 6                 | Guatemala            |
| 7                 | Costa Rica           |

## Clasificados alAmeriCup Femenino 2023[4]
| Bandera de Cuba | Bandera de México | Bandera de Puerto Rico | Bandera de la República Dominicana |
| Cuba            | México            | Puerto Rico            | República Dominicana               |
| --------------- | ----------------- | ---------------------- | ---------------------------------- |